# Telerob Telemax

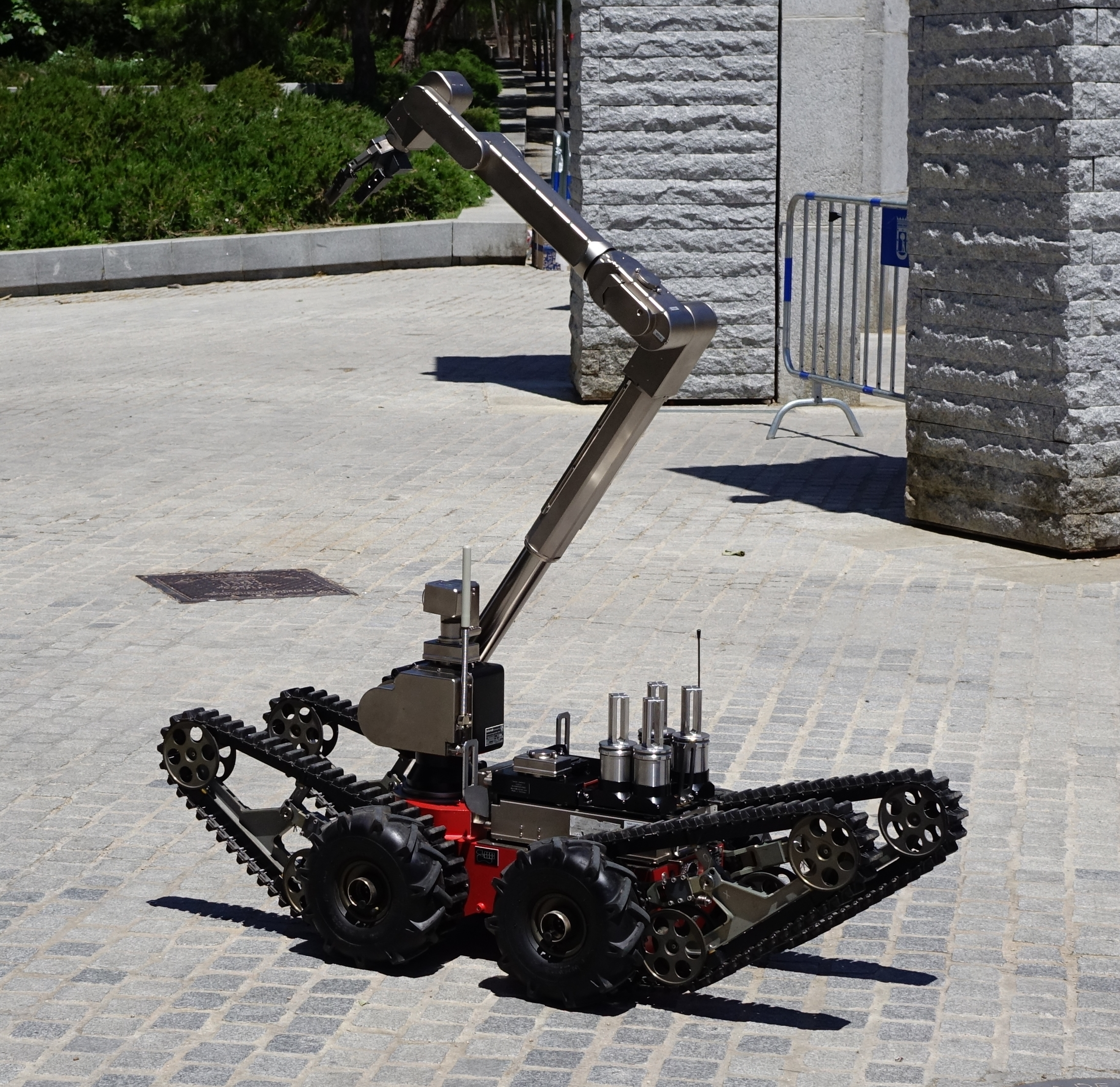
En service dans l'Unité militaire d'urgence

Telerob Telemax est une série de robots militaires de l'entreprise Telemax qui fait suite au modèle tEODor.

## Caractéristiques
- Successeur du robot EOD éprouvé tEODor
- Manipulateur programmable à 6 axes avec axe linéaire, charge utile jusqu'à 130 kg (287 lbs.)
- Concept de commande moderne et durable « Robo Command » avec écran multi-touch et design ergonomique
- Transmission radio IP Mesh entièrement intégrée avec répéteurs en option
- Le magasin d'outils intégré permet l'échange d'outils à distance
- Les interfaces universelles se connectent à tous les systèmes de tir actuels
- Accessoires et outils spéciaux compatibles avec le modèle précédent tEOdor
- Caméras panoramiques/inclinables HD et fonction image dans l'image
- Éclairage LED et module GPS
- Pince avec télémètre laser intégré, entrée vidéo et interface de données
- Module audio 2 voies entièrement intégré[2]
- vitesse de 4 km/h à 10 km/h[3]
- 75kg[4]

## Opérateurs militaires et civils
- Espagne au sein de l'Unité militaire d'urgence dès 2014[5], avec pour l'armée de terre le PackBot
- Israël, pour la police israélienne[3]
- Lettonie 2021[2]
- Pays-Bas[4]

## Galerie

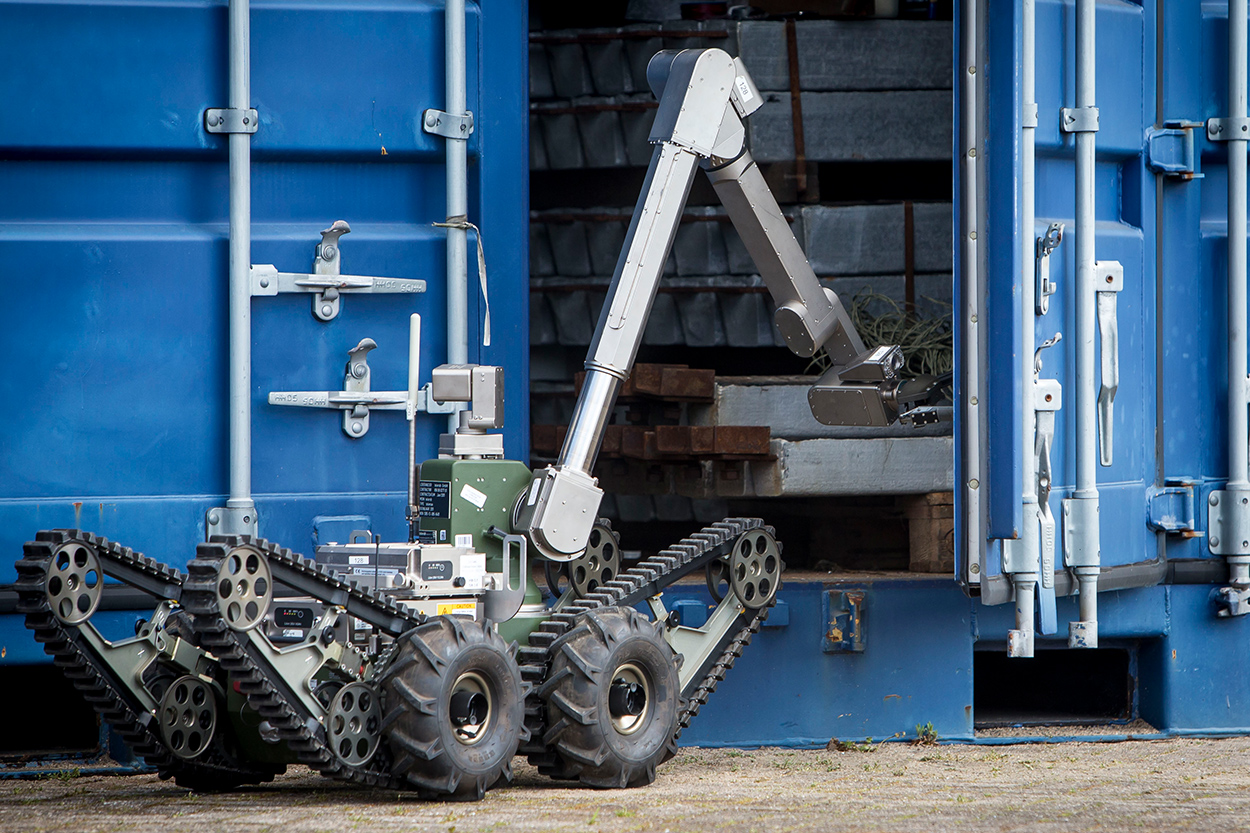
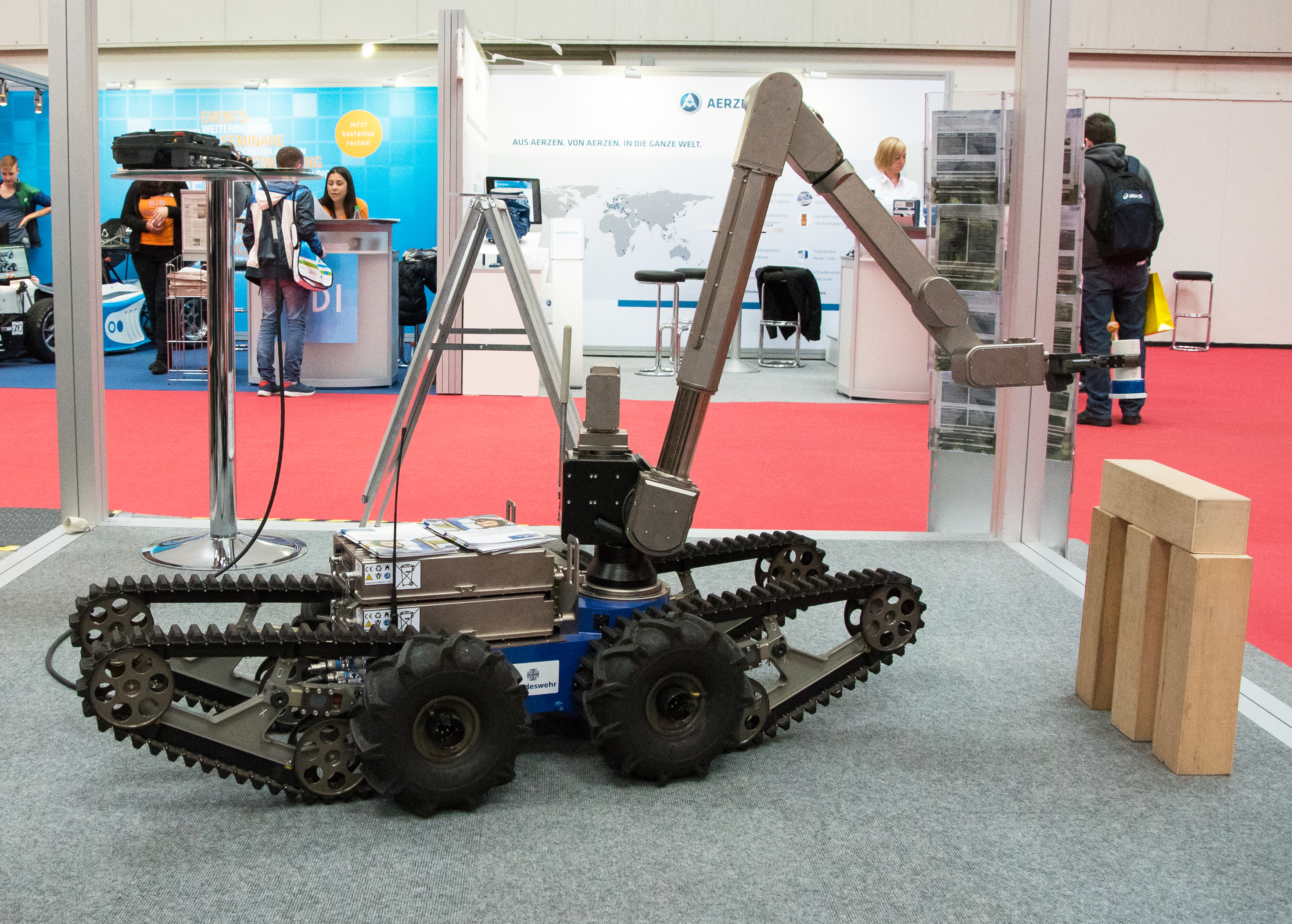
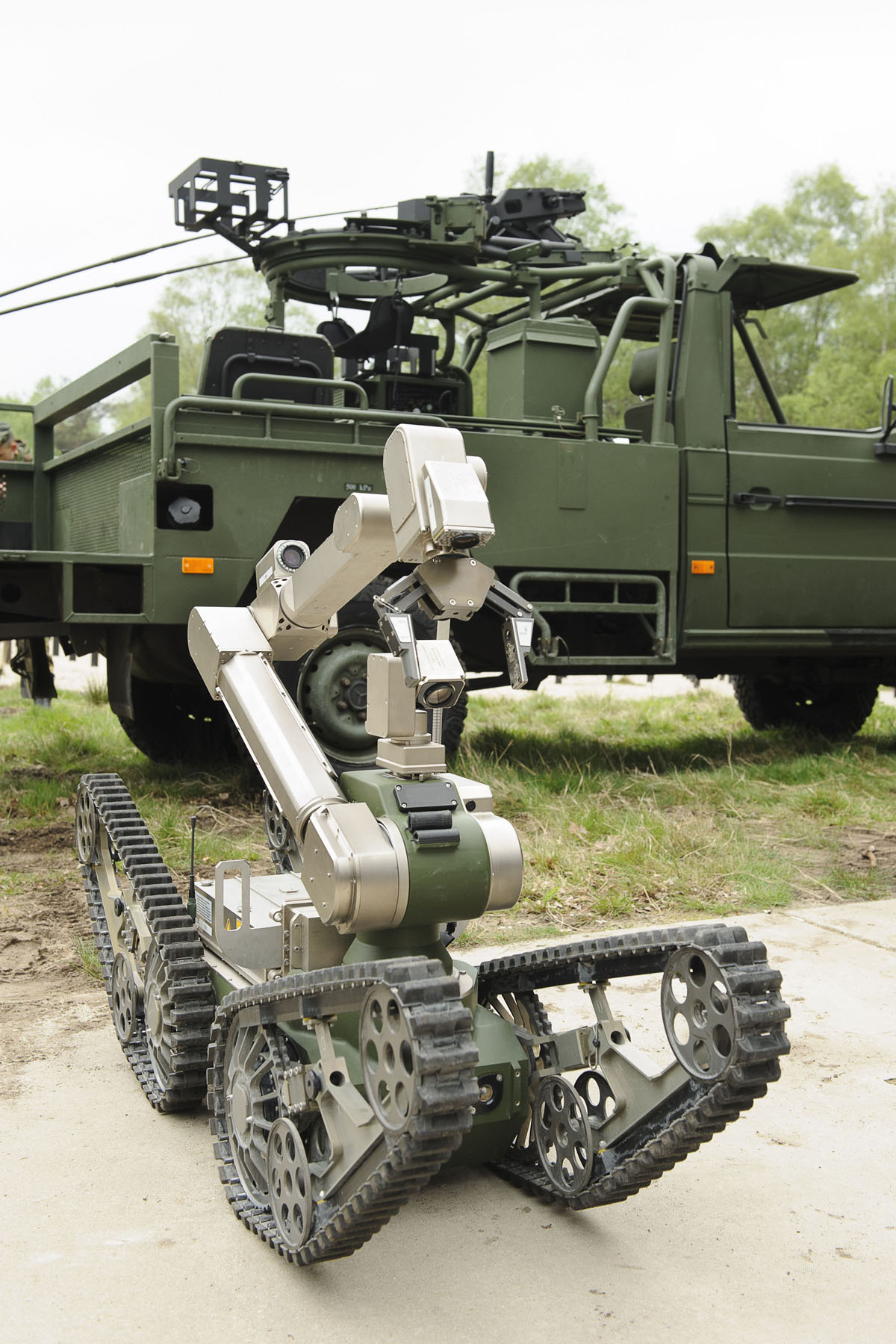
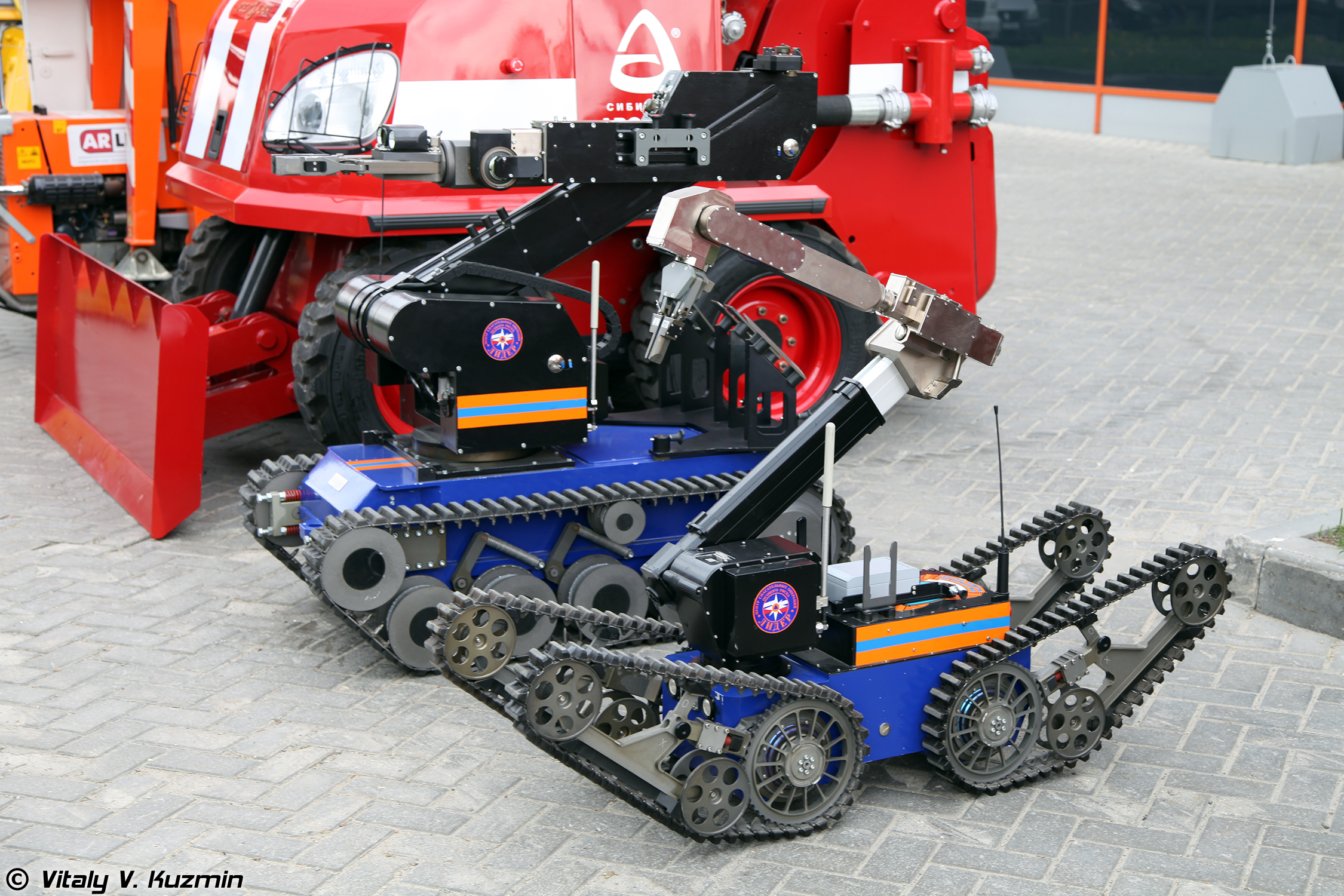
Comparaison du Telemax et du tEOdor
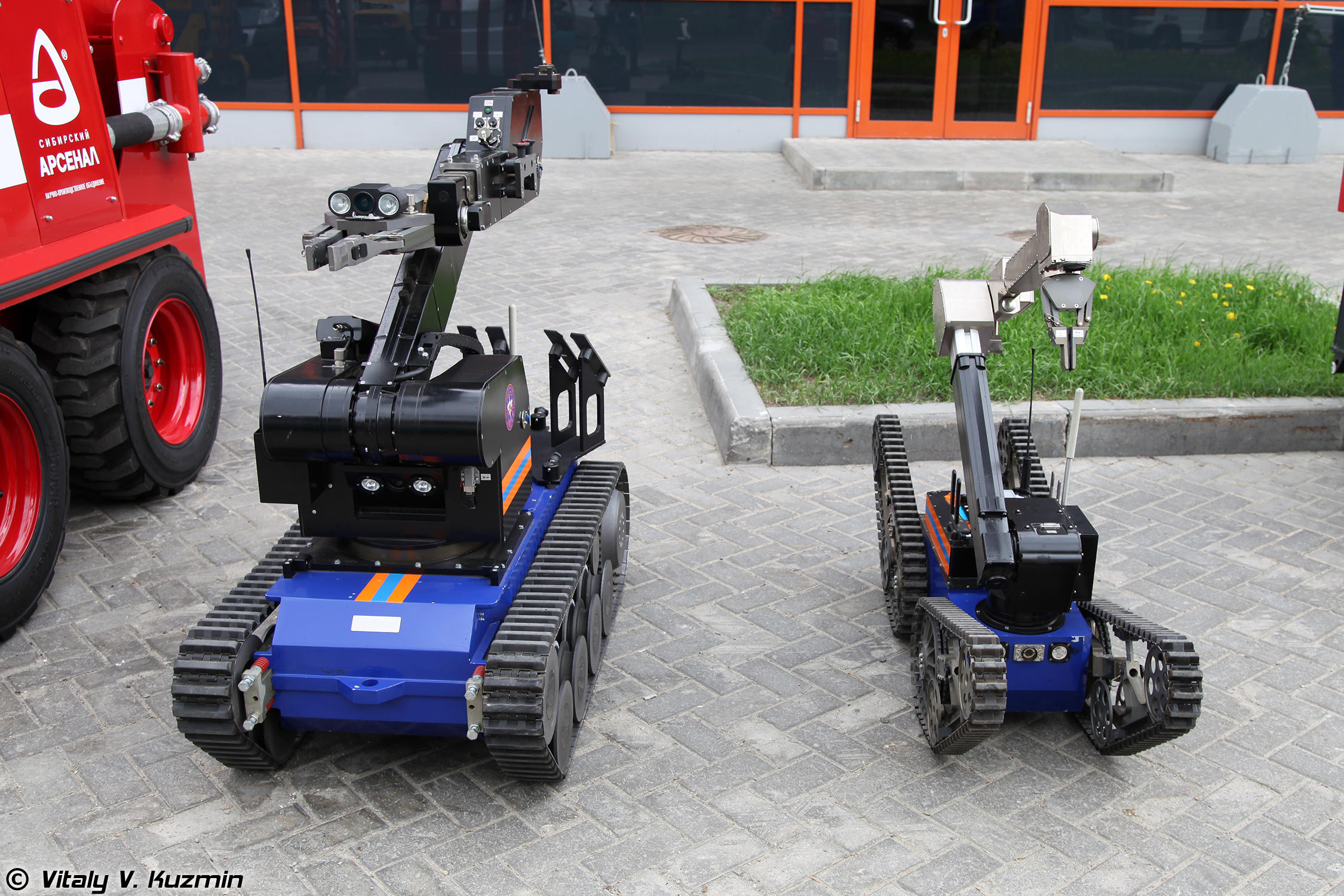
Comparaison du Telemax et du tEOdor
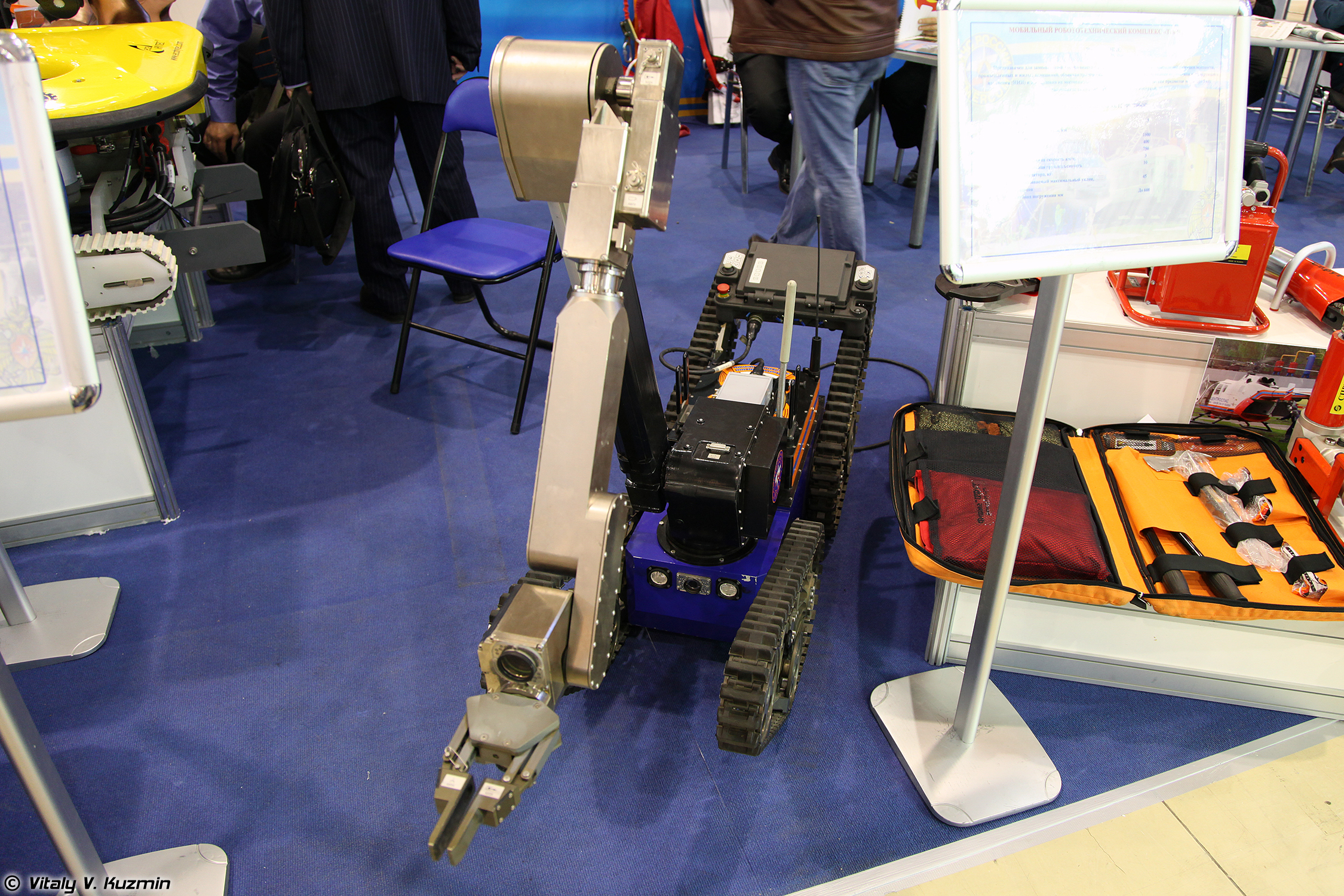